# Maestro de 1302

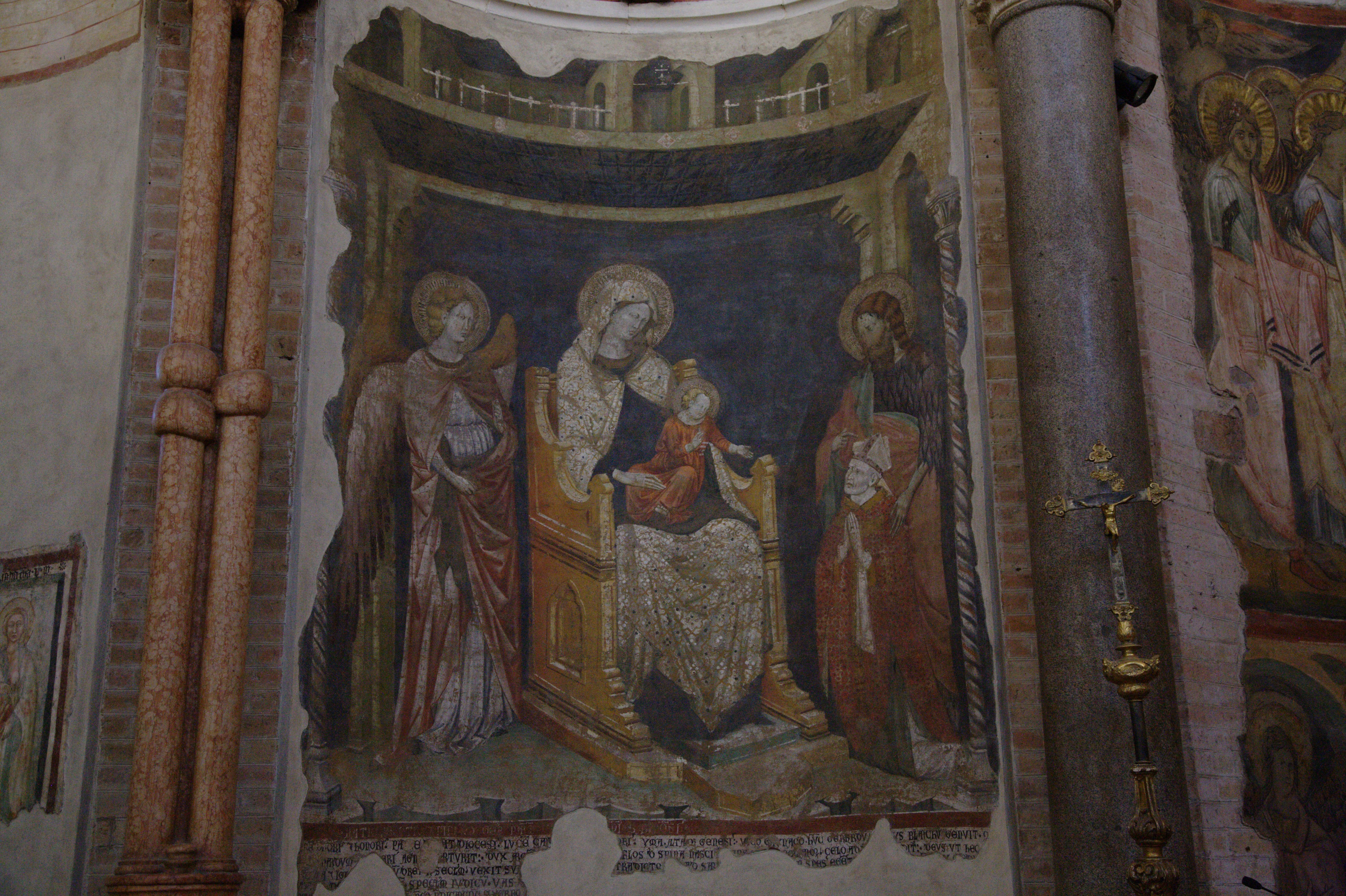
Virgen con el Niño entre un ángel y el Bautista. Pintura al fresco, Baptisterio de Parma.

Maestro de 1302 es la denominación convencional por la que se conoce a un pintor anónimo italiano activo en la región Emilia en la primera mitad del siglo XIV.
Pintor de cultura gótica pero conocedor de las novedades artísticas desarrolladas en la Basílica de Asís, recibe su nombre del fresco votivo del obispo Gerardo Bianchi, fallecido en 1302, que aparece como donante en la Madonna con el Niño en el trono entre un ángel y el Bautista del Baptisterio de Parma. De la misma mano son también los frescos del tercer y decimocuarto nichos. Además de algunos rasgos propios del estilo de Asís, en el maestro concurren influencias de la producción lombarda, pareciendo conocer, en especial, las pinturas conservadas en Como con las Historias de las santas Faustina y Liberada.
Al maestro se atribuye también el fresco de la Madonna con el Niño, ahora conservado en la Pinacoteca de Cremona.